# Kōhei Hattanda
Kōhei Hattanda (jap. 八反田 康平 Hattanda Kōhei; ur. 8 stycznia 1990) – japoński piłkarz występujący na pozycji pomocnika. Obecnie występuje w Nagoya Grampus.

## Kariera klubowa
Od 2012 roku występował w klubach Shimizu S-Pulse, Vegalta Sendai, Oita Trinita i Nagoya Grampus.